# 中華民國農民團體幹部聯合訓練協會

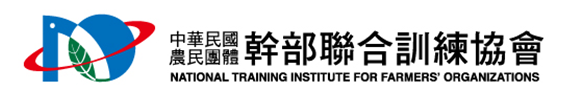
中華民國農民團體幹部聯合訓練協會

中華民國農民團體幹部聯合訓練協會（NTIFO，英文全名National Training Institute for Farmers' Organizations），簡稱NTIFO或農訓協會，1980年12月24日在全國各級農會、漁會的共同努力下，於國立中興大學召開成立大會，宣告成立。會址設在台北市士林區中山北路七段127號。
為提升農漁會員工素質與職能，農訓協會設置行政、訓練、企劃及出版等四個處，下設總務、財務、教務、輔導、研究發展、國際合作、資訊管理和農訓雜誌等八個組，分別掌理相關工作。
農訓協會參與了台灣農漁會經營發展歷程的每個重要轉折，並成功扮演智庫角色。

## 沿革與宗旨
為了提升農漁會人員素質，1980年由中華民國內政部等相關部會輔導，聯合全國各級農漁會，以自籌經費、自辦訓練之原則成立農訓協會。
農訓協會為公益社團法人，宗旨為辦理農民團體幹部聯合訓練，增加知識技能，提高工作熱忱，發揮服務功能，促進研究發展，健全組織，協助農村建設及促進公眾利益，加強社會服務。

## 會員概況
全國各級農漁會為農訓協會當然團體會員，現有會員302個農會、40個漁會，遍佈台澎金馬地區。

## 組織架構
由全臺灣342個農漁會組成，其總幹事為農訓協會之會員代表，成立會員大會為最高權力機構，從中選出33位理事組成理事會負責農訓協會各項決策；也從中選出11名監事組成監事會負責監察農訓協會業務。
40多年來，農訓協會經由歷屆理事長、常務監事、秘書長和理監事及工作同仁的努力，早已奠定相當穩固發展基礎，並為農漁會培育相當多的新進人員及菁英幹部，幫助農漁會健全發展，爭取農漁民權益，廣獲肯定。近些年，創辦沃田旅店，拓展業務空間，並致力推銷各地特色農漁產業，努力結合社區活動，頗獲好評。
農訓協會現任領導人:　理事長張永成（中華民國農會總幹事）、常務監事林啟滄（中華民國全國漁會總幹事）、秘書長林國正。

## 資料來源參考
1. .   [2022-05-26]. （原始内容存档于2020-02-27）.
2. 王穩淳. . 國立中興大學農業推廣教育研究所. 2002  [2011-09-15]. （原始内容存档于2019-06-30）.
3. 中華民國農民團體幹部聯合訓練協會簡介
4. .   [2015-03-13]. （原始内容存档于2020-07-16）.